# Manuel Visuvasam
Manuel Visuvasam (* 18. Juni 1916 in Kamanayakkanpatti, Britisch-Indien; † 2. Juni 1979) war Bischof von Coimbatore.

## Leben
Manuel Visuvasam empfing am 22. Dezember 1941 das Sakrament der Priesterweihe.
Am 3. Februar 1972 ernannte ihn Papst Paul VI. zum Bischof von Coimbatore. Der Erzbischof von Madurai, Justin Diraviam, spendete ihm am 3. Mai desselben Jahres die Bischofsweihe; Mitkonsekratoren waren der emeritierte Erzbischof von Madurai, Jean Pierre Leonard SJ, und der Bischof von Tiruchirappalli, James Mendonça.